# Pilema hebetata
Pilema hebetata är en kackerlacksart som beskrevs av Henri Saussure och Leo Zehntner 1895. Pilema hebetata ingår i släktet Pilema och familjen jättekackerlackor. Inga underarter finns listade i Catalogue of Life.